# Współczynnik ciągu do ciężaru
Współczynnik (stosunek) ciągu do ciężaru (gdzie przez ciężar rozumiemy ciężar na powierzchni Ziemi) - bezwymiarowa jednostka charakteryzująca silniki odrzutowe między innymi (rakietowe i lotnicze) oraz pojazdy w których zostały wykorzystane (w większości statki kosmiczne oraz samoloty odrzutowe), będąca ilorazem ciągu wytwarzanego przez silnik, do masy pojazdu. Jego wartość jest stosowana do porównywania silników i konstrukcji pojazdów. 
Dla pojazdów startujących pionowo podczas startu musi być ona większa od jedności. 
Stosunek ciągu do ciężaru zależy bezpośrednio od ciężaru pojazdu oraz ciągu silnika, który zależy od wielu czynników (temperatura, ciśnienie, gęstość i skład powietrza), dla zachowania porównywalności wyników, stosuje się atmosferę wzorcową.